# Завгородний, Дмитрий Игоревич
Дмитрий Игоревич Завгородний (11 августа 2000, Омск) — российский хоккеист, нападающий.
На юношеском уровне играл за омский «Авангард» и «Трактор» Челябинск. В первенстве МХЛ 2016/17 выступал за клуб «Омские Ястребы». На импорт-драфте CHL 2017 года был выбран в первом раунде под № 8 клубом QMJHL «Римуски Оушеник». 15 октября 2017 года был обменян «Авангардом» в СКА на Максима Чудинова. Сезоны 2017/18 — 2019/20 провёл в «Римуски Оушеник». На драфте НХЛ 2018 году был выбран под № 198 в 7 раунде клубом «Калгари Флэймз», с которым 30 марта 2019 года подписал трёхлетний контракт новичка. 29 сентября 2020 года перешёл на правах аренды в СКА и на следующий день в гостевом матче против «Сибири» (6:4) дебютировал в КХЛ; всего сыграл шесть матчей. 15 декабря СКА расторг контракт с Завгородним, но сохранил на него права. Игрок вернулся в Северную Америку, где стал выступать за фарм-клуб «Калгари Флэймз» «Стоктон Хит» в АХЛ.